# 布雷诺夫修道院

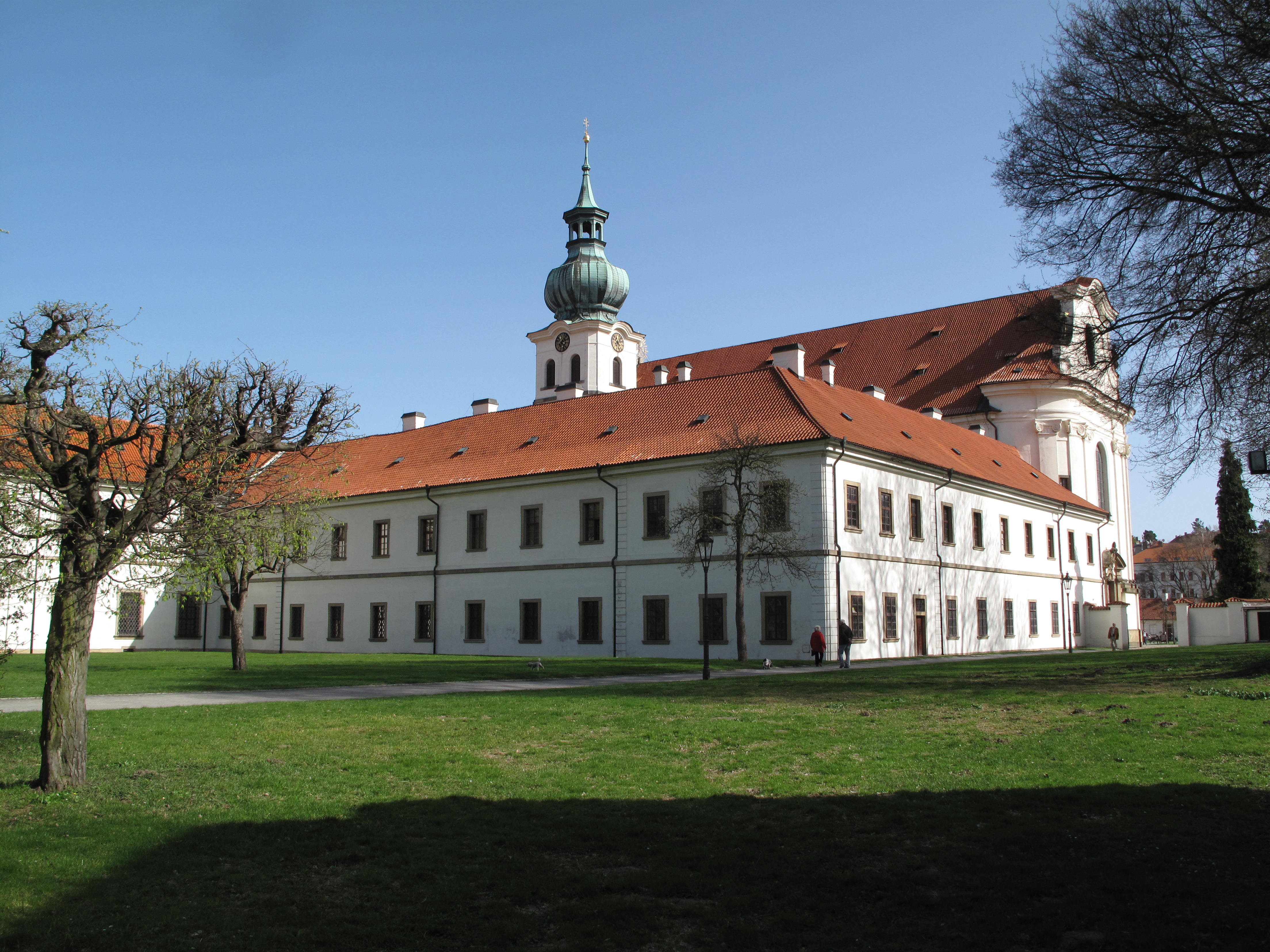

布雷诺夫修道院（捷克語：Břevnovský klášter）是一座本笃会修道院，位于捷克首都布拉格。公元993年由波希米亚公爵波列斯拉夫二世和布拉格主教圣亚德伯建立。
这座建筑今天仍然存在，包括圣玛嘉烈圣殿，修女院和院长住宅，建于18世纪，属于巴洛克风格。圣玛嘉烈圣殿为教宗所封的宗座圣殿。